# 2005 TN53
2005 TN53 ist ein Neptun-Trojaner, der 2005 von Scott S. Sheppard und Chad Trujillo mithilfe des Magellan-Baade-6,5-m-Teleskops entdeckt wurde. Es war der dritte derartige Körper, der entdeckt wurde. Er hat dieselbe Umlaufzeit wie Neptun und befindet sich am Lagrange-Punkt L4, 60° vor Neptun.
Die Bahnneigung beträgt 25°.
Mit einer absoluten Helligkeit von 9,1 ist er der wohl kleinste bekannte Neptun-Trojaner mit einem Durchmesser im Bereich von 40 bis 90 km.
Er wurde über drei Oppositionen hinweg 23-mal beobachtet.